# Maria del Regne Unit (comtessa de Harewood)
Maria del Regne Unit, princesa reial i comtessa de Harewood (Sandringham, Regne Unit de la Gran Bretanya i Irlanda 1897 - Harewood, Regne Unit 1965) és noble britànica. Era el tercer infant i l'única filla del rei Jordi V del Regne Unit i de la princesa Maria de Teck, aleshores ducs de York. Son pare li va atorgar el títol de princesa reial el 1932.

## Orígens familiars
Va néixer al York Cottage al parc del castell de Sandringham, a la regió de Norfolk, el dia 25 d'abril de l'any 1897, filla . Era neta per via paterna del rei Eduard VII del Regne Unit i de la princesa Alexandra de Dinamarca, i per via materna del príncep Alexandre de Teck i de la princesa Maria Adelaida del Regne Unit.
Va ser batejada a l'església de Santa Magdalena a la parròquia de Sandringham el dia 7 de juny del mateix 1897, els seus padrins foren la reina Victòria I del Regne Unit, el príncep de Gal·les, la princesa de Gal·les, el rei Jordi I de Grècia, la princesa Victòria del Regne Unit i el príncep Alexandre de Teck.
Educada per governantes de forma individual, compartia certes classes junt amb els seus germans, el futur rei Eduard VIII, el futur rei Jordi VI i el príncep Enric. Parlava anglès, francès i alemany. Tenia un gran interès pels cavalls i les curses de cavalls.
Durant la Primera Guerra Mundial, visitava hospitals i col·laborava amb organitzacions benèfiques junt amb la seva mare. Un dels principals projectes fou el Princess Mary's Christmas Gift Fund que amb £100,000 enviava a tots els soldats britànics regals de nadal. L'any 1918 va acabar un curs d'infermeria i va començar a treballar al Great Ormond Street Hospital.
El rei Jordi V la creà Dama de la Gran Creu de l'Orde de l'Imperi Britànic el 1917. Rebé l'Imperial Orde de la Corona de l'Índia l'any 1919 (CI), La Gran Creu del Venerable Orde dels hospitalers de Sant Joan de Jerusalem (GCStJ) el 1928. El 1947 rebé la Gran Creu de l'Orde Reial Victòria (GVCO).

## Núpcies i descendents

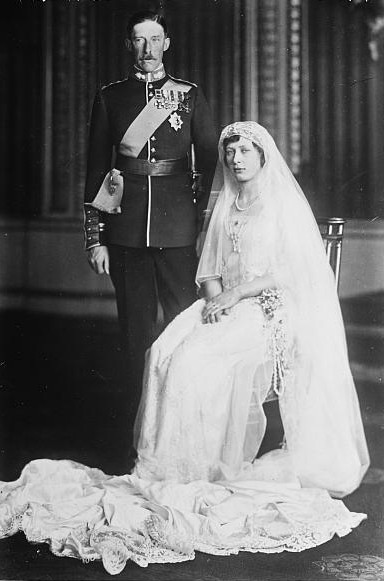
Imatge de casament entre Maria del Regne Unit i Henry de Lascelles.

El 28 de febrer de l'any 1922 es casà amb el vescomte Henry Lascelles, fill del cinquè comte de Harewood i de lady Florence Bridgeman. En el seu casament l'Abadia de Westminster aparegué a la vida pública per primera vegada lady Elisabet Bowes-Lyon. S'establiren a Yorkshire, primer a Goldborough House i després a Harewood House.
- Comte Jordi Lascelles, 7è comte de Harewood, nat a Harewood House el 1923. Casat en dues ocasions, en primeres núpcies amb Marion Stein l'any 1949 i en segones núpcies amb Patricia Tuckwell.

- Lord Gerald David Lascelles, nat a Goldborough House el 1924 i mort a Les Croux (França) el 1998. Es casà amb Angela Dowding i després amb Elizabeth Evelyn Collingwood.

Les seves actuacions públiques eren vinculades amb la infermeria, el moviment escolta i el feminisme. El 1926 esdevingué comandanta en cap de la Creu Roja britànica.
L'1 de gener de l'any 1932, el rei Jordi V del Regne Unit li va atorgar el títol de princesa reial. Aquest títol, històricament es dona a la filla primogènita del monarca anglès i entre d'altres l'han portat, la princesa Lluïsa del Regne Unit i la princesa Anna del Regne Unit, aquesta última en l'actualitat.
La princesa Maria fou molt propera al seu germà gran, el rei Eduard VIII del Regne Unit. Així, l'any 1936, després de la crisi per l'abdicació del rei, la princesa reial i el comte de Harewood es traslladà a Viena, al Castell d'Enzenfeld, al costat de l'exrei i la duquessa de Windsor per donar-les el seu suport. Posteriorment, va declinar la invitació al casament de la futura reina Elisabet II del Regne Unit amb el príncep Felip de Grècia, ja que la Cort no hi havia convidat al duc de Windsor.
Després de la mort del comte de Harewood, l'any 1947, Maria es va retirar a Harewood House al costat de la família del seu fill primogènit. L'any 1951 esdevé consellera de la Universitat de Leeds. Continuà amb una intensa agenda pública tant a Anglaterra com a l'exterior, entre d'altres atengué, en representació de la reina, els actes d'independència de Trinitat i Tobago i Zàmbia o el funeral de la princesa Lluïsa Mountbatten a Estocolm.
Maria sofrí un atac de cor mentre caminava amb el seu fill, lord Harewood, i els seus nets pels jardins de Harewood House. Fou enterrada en una cerimònia privada. Hi assistiren la reina Elisabet II del Regne Unit i el seu espòs i la resta de la família reial a la capella de Harewood House.